# Shekhina

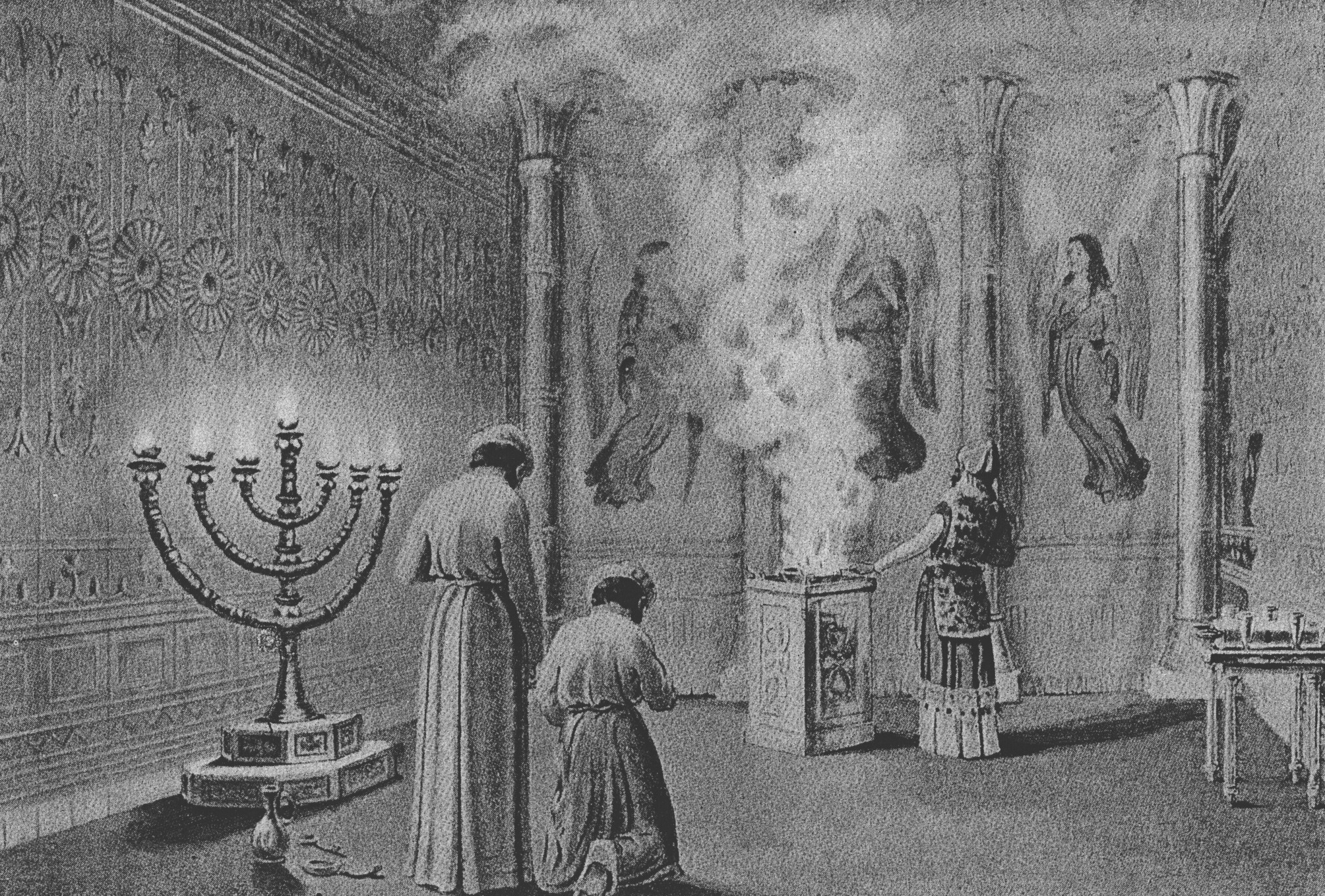
La gloire de Dieu (shekhina) entrant dans le tabernacle.

Shekhina (ou Chékhina, שכינה) est un mot féminin hébraïque signifiant Présence divine, utilisé pour désigner la présence de Dieu parmi son peuple, le peuple d'Israël ou l'immanence divine dans le monde, particulièrement dans le Temple de Jérusalem.

## Étymologie
Le terme Shekhinah dérive de la racine hébraïque שכן. En hébreu biblique, le mot signifie littéralement être installé, habiter, ou résider, et est fréquemment employé dans la Bible hébraïque

## Mention dans les sources juives

### Dans le Pentateuque
La première occurrence de cette racine dans les sources juives se trouve dans le Pentateuque, Livre de l'Exode, chapitre 25, verset 8 : « Et ils me construiront un sanctuaire, pour que je réside au milieu d'eux ». Cette racine apparaît ensuite dans le chapitre 29 du même Livre, verset 45 : « Et je résiderai au milieu des enfants d'Israël et je serai leur Divinité ».

### Dans le Livre d'Esaïe
Le prophète Isaïe relate, chapitre 8, verset 18, que la Présence divine se manifeste sur le Mont Sion de Jérusalem sur lequel étaient construits le premier et le second Temple: « Voici, moi et les enfants que l'Eternel m'a donnés, nous servirons de signes et d'avertissements de la part de l'Eternel-Cebaot, qui réside sur le mont Sion.
 ».

### Dans la littérature midrashique
Le Yalkout Shimoni, compilation d'allégories issues du Talmud et attribuée au rabbin Shimon Ashkenazi Hadarshan de Francfort, mentionne que depuis la destruction du Second Temple, « partout où le peuple d'Israël a été exilé, la Shekhina l'a accompagné dans son exil: לכל מקום שגלו ישראל – גלתה שכינה עמם ».

### Dans la liturgie juive
Dans la 17e bénédiction de la prière de la Amida, les fidèles s'inclinent en priant silencieusement Dieu de « ramener sa Présence à Sion : בָּרוּךְ אַתָּה יְהֹוָה, הַמַּחֲזִיר שְׁכִינָתוֹ לְצִיּוֹן »

## Esprit saint
« Ils demandèrent au Rabbi de Radoschitz : « Nous ne comprenons pas un point de la Guemara. On y lit : « Comment se fait-il que Dieu lui-même prie ? Il vous est dit : Et je le conduirai à la montagne de mon sanctuaire et je le rendrai heureux dans la maison de ma prière. Il ne dit pas « leur prière », mais « ma prière ». Il s'ensuit que Dieu lui-même prie. Comment faut-il comprendre cela ? Est-ce que ce « mais » exclut la possibilité que les hommes prient ? » Il a répondu : « Bien sûr que non ! Dieu se réjouit des prières des hommes bons. Plus encore : c'est lui qui l'éveille en eux et leur donne la force. Donc ce qu’ils prient, c’est la prière de Dieu. » »

— ”The tales of Chassidim”, Martin Buber
La Shekhina est la plus haute révélation divine : Dieu lui-même est apparu dans une « nuée » à Moïse. Comprendre Dieu est l’un des sommets de la sagesse dans le judaïsme, sa révélation établit donc sa réalisation. Moïse a parlé avec Dieu « face à face » à la fois pour les jugements concernant le peuple et pour les prières elles-mêmes. Plusieurs fois, Moïse intercède en sa faveur.
La Torah a été révélée sur le Mont Sinaï avec les Dix Commandements « dans le dense de la nuée... là où était Dieu » ; il existe de nombreuses visions prophétiques mystiques depuis les origines avec les trois patriarches Abraham, Isaac et Jacob ainsi que pour les matriarches ainsi que leurs descendants. On dit que tout Israël a participé à la promulgation de la parole divine sur le Sinaï, comme il est dit : "…pour ceux qui sont ici aujourd'hui …et pour ceux qui ne sont pas ici" en fait avec Pessa'h tout juif considère avoir vécu la libération de tout Israël dans l'Egypte de Misraïm. Tout le peuple pouvait alors voir le grand prophète Moïse « entrer dans les profondeurs de la nuée » : la Shekhina.
La présence divine est donc précisément la perception prophétique et mystique la plus expressive de la proximité avec Dieu.